# Kały (województwo opolskie)
Kały (dodatkowa nazwa w j. niem. Podewils,  przejściowo Podwilcze) – wieś w Polsce, położona w województwie opolskim, w powiecie opolskim, w gminie Murów.

## Historia
Do głosowania podczas plebiscytu uprawnione były w Kałach 352 osoby, z czego 240, ok. 68,2%, stanowili mieszkańcy (w tym 234, ok. 66,5% całości, mieszkańcy urodzeni w miejscowości). Oddano 351 głosów (ok. 99,7% uprawnionych), w tym 351 (100%) ważnych; za Niemcami głosowało 351 osób (100%), a za Polską 0 osób (0,0%). 9 września 1947 r. nadano miejscowości polską nazwę Kały.
Po zdobyciu wioski przez wojska radzieckie i przejmowaniu władzy przez polską administrację na mapach pojawia się jako Podwilcze

## Demografia
| Rok                | 1783 | 1845 | 1861 | 1933 | 1939 | 2007 | 2009 | 2012 |
| Liczba mieszkańców | 85   | 307  | 354  | 484  | 480  | 308  | 316  | 312  |

(Źródła)

## Administracja
| Część miejscowości | SIMC    | Status prawny                                               | Forma dopełniaczowa | Forma przymiotnikowa | Współrzędne                                | Nazwa niemiecka |
| ------------------ | ------- | ----------------------------------------------------------- | ------------------- | -------------------- | ------------------------------------------ | --------------- |
| Jeżów-Ług          | 0499092 | nadana 15 grudnia 1949 r./zniesiona (przysiółek wsi Jełowa) | Jeżowego Ługu       | łuski                | 50°49′10″N 18°06′00″W/50,819444 -18,100000 | Josefsbruch     |
| Podkraje           | 0499258 | obowiązująca                                                | Podkrajów           | podkrajski           | 50°50′43″N 18°03′42″W/50,845278 -18,061667 | Am Waldrand     |